# Arnaldo Ruggero III di Pallars Sobirà
Arnaldo Ruggero III di Pallars Sobirà (in spagnolo Arnal Rogelio, in catalano Arnau Roger, in francese Arnaud Roger; 1345 circa – 1369 circa) Conte di Pallars Sobirà dal 1366 alla sua morte.

## Origine
Arnaldo Ruggero, secondo Sort y comarca Noguera-Pallaresa, era il figlio primogenito del Conte di Pallars Sobirà, Ugo Ruggero I e di Geralda de Cruïlles, figlia di don Onofrio de Cruïlles, ammiraglio d'Aragona.

Ugo Ruggero I di Pallars Sobirà, ancora secondo Sort y comarca Noguera-Pallaresa, era il figlio primogenito del barone di Mataplana e Conte di Pallars Sobirà, Raimondo Ruggero II e Sibilla di Berga, discendente dei visconti di Cardona.

## Biografia
Suo padre, Ugo Ruggero I, era stato sostenitore della casa reale e fu impegnato nella difesa del regno aragonese dagli attacchi castigliani condotti dal re Pietro I il Crudele, sia nel 1357 che nel 1363.
Suo padre, Ugo Ruggero I morì nel 1366 circa e Arnaldo Ruggero gli succedette, in quanto il figlio primogenito, come Arnaldo Ruggero III.
Arnaldo Ruggero III governò per circa tre anni, morì senza discendenza e gli succedette il fratello minore Ugo Ruggero.

## Matrimonio e discendenza
Di Arnaldo Ruggero III non si conosce il nome di una eventuale moglie e non si hanno notizie di alcuna sua discendenza.